# Ljungby Holding
Ljungby Holding Aktiebolag är ett svenskt förvaltningsbolag som agerar moderbolag för de verksamheter som Ljungby kommun har valt att driva i aktiebolagsform. Bolaget ägs helt av kommunen.

## Bolag
Källa: 
- Ljungbybostäder AB
- Ljungby Energi AB
  - Ljungby Energinät AB